# Dardavaz
Dardavaz é uma povoação portuguesa sede da Freguesia de Dardavaz do Município de Tondela, freguesia com 16,33 km² de área e 703 habitantes (censo de 2021), tendo, por isso, uma densidade populacional de 43 hab./km².

## Demografia
A população registada nos censos foi:
| Distribuição da População por Grupos Etários | Distribuição da População por Grupos Etários | Distribuição da População por Grupos Etários | Distribuição da População por Grupos Etários | Distribuição da População por Grupos Etários |
| -------------------------------------------- | -------------------------------------------- | -------------------------------------------- | -------------------------------------------- | -------------------------------------------- |
| Ano                                          | 0-14 Anos                                    | 15-24 Anos                                   | 25-64 Anos                                   | > 65 Anos                                    |
| 2001                                         | 152                                          | 143                                          | 448                                          | 219                                          |
| 2011                                         | 98                                           | 87                                           | 382                                          | 215                                          |
| 2021                                         | 57                                           | 71                                           | 329                                          | 246                                          |

## Património
- Póvoa do Lobo